# قتيبة الشيخ نوري
قتيبة الشيخ نوري إسماعيل حسن بيك الشيرواني (1922 - 1979) هو طبيب وفنان تشكيلي عراقي، اشترك في العديد من المعارض الفنية داخل العراق وخارجه.

## حياته
ولد قتيبة الشيخ في بغداد عام 1922 من عائلة كردية معروفة، وهو الشقيق الأصغر للدبلوماسي بهاء الدين نوري الشرواني، درس الطب وحصل على بكالوريوس في جراحة الأنف والحنجرة من الكلية الطبية عام 1949، في بداياته مارس الفن التشكيلي كهواية إلى جانب اختصاصه الطبي، سافر إلى لندن في بعثة دراسية لدراسة الطب وحاز على دبلوم في جراحة الأذن والأنف والحنجرة من جامعة لندن عام 1959، أقام أول معرض شخصي له عام 1969 على قاعة جمعية التشكيليين في بغداد، وانتخب رئيسًا لجمعية الفنانين التشكيليين العراقيين من عام 1972 إلى 1974، ونشر عدة دراسات وقدم محاضرات عديدة عن الحركة التشكيلية العراقية، وكان من أبرز مؤسسي جماعة البعد الواحد عام 1971.

## عضوية ومناصب
- عضو في جماعة الرواد.
- عضو في جمعية الفنانين التشكيليين العراقيين.
- عضو في جماعة البعد الواحد
- عضو في جماعة الفنان يستلهم الحرف.
- سكرتير الاتحاد العام للفنانين العرب.
- رئيس جمعية الفنانين التشكيليين العراقيين.

## وفاته
توفي الفنان بحادث سير في 11 أبريل 1979.